# Кусакин, Андрей Леонидович
Андрей Леонидович Кусакин (18 июля 1946, Москва — 19 декабря 2020, Москва) — собиратель и знаток искусства, член-учредитель московского Клуба коллекционеров изобразительного искусства, представитель в России IMCoS — Международного общества коллекционеров карт (Лондон). Он оказался одним из немногих коллекционеров старинных карт России после того, как эти карты, объявленные в СССР в конце 1940-х секретными, были «рассекречены» к началу 1990-х. В его коллекции содержались экземпляры гравированных карт и планов городов России XVII—XVIII веков, которых нет ни в одном из современных собраний старинных карт и планов на территории современной России.
Подготовленная им в 1999 году выставка гравированных географических карт России XVII—XVIII веков из своего собрания в ГМИИ им. А. С. Пушкина стала первой выставкой географических карт России, состоявшейся в залах государственного музея.

## Биография
Андрей Леонидович Кусакин родился в 1946 году в Москве, получил образование в МВТУ им. Баумана, однако его призванием стало изучение отечественной истории и коллекционирование гравированных географических карт России, а также гравюр и рисунков XVI — начала XIX веков. Им была собрана большая и серьёзная коллекция картографической Россики — карт Московии, Тартарии, России, а также планов и видов русских городов, созданных и выпущенных в свет в разных городах Европы, раздел гравированных портретов XVI—XVIII веков, а также раздел, посвященный эпохе Отечественной войны 1812 года и зарубежных походов русской армии 1813—1814 годов (включая гравюры, памятные медали, листы с изображением мундиров русской армии).
А. Л. Кусакин был инициатором многих выставок как в московских, так и в региональных музеях. Среди музеев, которые постоянно сотрудничали с ним Государственный музей изобразительных искусств имени А. С. Пушкина, Царицыно (музей-заповедник) и музей-заповедник «Тарханы» , Музей-усадьба Останкино, Всероссийский музей декоративно-прикладного и народного искусства и многие другие. Произведения из собрания А. Л. Кусакина экспонировались во многих музеях России, в том числе в Музее личных коллекций ГМИИ им. А. С. Пушкина, в Музейно-выставочном комплексе Московской области Новый Иерусалим (музей), в Музей-квартира И. Д. Сытина в Москве, в Московском музее-заповеднике Коломенское, а также в составе выставок в десятках российских музеев

.
Некоторые произведения из его коллекции пополнили собрания многих отечественных музеев, причем часто А. Л. Кусакин передавал музеям принадлежавшие ему работы безвозмездно.
Коллекция Андрея Леонидовича Кусакина включает в себя, в основном, печатную графику ХVI — начала XIX веков: русскими портреты, старинные географические карты России, планы и виды городов, морские карты русских берегов и северных территорий России, карты звездного неба, фронтисписы атласов XVII—XVIII веков, предметы быта.
А. Л. Кусакин сотрудничал с журналами «Наше наследие», «Пинакотека», Российской энциклопедией и другими изданиями.
Часть гравюр собрания А. Л. Кусакина была выставлена на аукцион, который был проведён аукционным домом «Русская эмаль» 17 декабря 2021 декабря.

## Старинные карты: Выставки и публикации
- 1999 «Карты России от Михаила Фёдоровича до Екатерины Великой из собрания А. Л. Кусакина». Открытие выставки состоялось 26 января 1999 года в Отделе личных коллекций Государственного музея изобразительных искусств имени А. С. Пушкина. Был издан каталог со вступительной статьёй Н. Ю. Марковой. 30 ненумерованных страниц. Тираж не указан. ISBN отсутствует.
- 2000 «Зрелище мира земного». Карты России XVII—XVIII вв. Народный костюм. Из собрания А. Л. Кусакина. Открытие выставки состоялось 30 мая 2000 г. в Музее-квартире И. Д. Сытина, Москва. Каталог издан не был.
- 2000 «Путешествие в Московию». Старинные географические карты России XVI—XVIII веков. Из коллекции А. Л. Кусакина. Произведения из собрания музея «Новый Иерусалим». Открытие выставки состоялось 17 августа 2000 г. в городе Истра Московской области. Каталог издан не был.
- 2007 [Алексей Булатов и Андрей Кусакин]. Московия, Тартария, Россия и «сопредельные страны» // Пинакотека № 24-25. Журнал для знатоков и любителей искусства. Русско-голландский выпуск подготовлен под патронатом посольства Королевства Нидерландов в Москве и Государственного Эрмитажа. М.: 2007. С. 6 — 25. Тираж 3000 экз. (на русском яз.) и 1500 экз. (на нидерландском и английском яз.). ISSN 1561-3488
- 2008 Провинциальная Россия. Русская и западноевропейская гравюра XVIII—XIX веков из собрания Дома графики и А. Л. Кусакина. Выставка в Доме графики / Музее Д. А. Ровинского в Потаповском переулке, проходившая с 14 февраля по 11 марта 2008 г. Был издан каталог: Провинциальная Россия. со вступительной статьёй М. Е. Еpмaкoвой. 36 с. с илл. Тираж 300 экз. ISBN отсутствует. 
В этом каталоге воспроизведены изображения нескольких гравированных видов городов (Коломна, Царицын, Муром), которым, их лейденский издатель П. ван дер Аа, приписал в 1719 г. авторство Николааса Витсена, но в которых Н. Витсен не был. Наследники Витсена тогда же опубликовали в Амстердаме «сообщение об обмане со стороны [издателя] Питера ван де А», но с гравюр ван дер Аа имя Витсена счищено не было[10].
- 2010 [Куратор проекта] Новое описание северных регионов, включая Московию… Ян и Лукас Дутекумы (1562—1572). Текст И. К. Фоменко. М.: «Пинакотека», 2010. 52 с. + 1 вкладка. Тираж не указан. ISBN 978-5-88149-453-7
- 2022 Коллекция карт Андрея Кусакина. Каталог (по состоянию на 1 июня 2020 года). Автор составитель А. Наумов. Редактор и автор вступительного текста М. Романенкова. Автор идеи и вдохновитель Л. Кусакина. — М., 2022. 177 с. Тираж не указан. ISBN отсутствует. В этом каталоге есть Оглавление: 1. Вступление; 2. Карты и гравюры; 3. Карты и гравюры Русского Севера; 4. Карты морей и рек; 5. Планы Москвы; 6. Губернии и провинции; 7. Фронтисписы; 8. Полиоиетрии; 9. Роза ветров; 10. Астрономия; 11. Другие страны и мир; 12. Планы сражений и крепостей, но нет ни списка названий, ни указателя имен, ни другого необходимого каталогам.